# تيريسا (كاستيلون)
بلدية تيريسا (بالإسبانية: Teresa)‏، هي إحدى بلديات مقاطعة كاستيلون التي تقع في منطقة بلنسية، في شرق إسبانيا.
يبلغ عدد سكانها 320 نسمة وفقاً لإحصائية سنة (2006).